# Tetraneura ulmi
Espèce
Tetraneura ulmi est un genre d’insectes hémiptères de la famille des Aphididae (pucerons) responsable de la formation de galles sur les feuilles des ormes. 
Ces galles dures, lisses sont portées par un pédoncule. Au début de l'été, elles vont libérer des pucerons ailés qui iront coloniser les racines de poacées (graminées).